# McDonald's (singolo)
McDonald's (in russo Макдоналдс?) è un singolo della cantante russa Lena Katina, pubblicato il 12 settembre 2018 come terzo estratto dal secondo album in studio Mono.

## Descrizione
Uscito nel settembre del 2018, il singolo è stato scritto da Ana Baston e fa chiaro riferimento alla nota catena di fast food statunitense. Successivamente sarà inserito come settima traccia del secondo album della cantante, pubblicato nell'estate del 2019.
Come annunciato dalla stessa artista, il brano è ispirato al film Candy, diretto da Neil Armfield.

## Video musicale
Per il singolo è stato girato un video musicale in stile mukbang, in cui l'artista mangia un hamburger ricreando la famosa scena dell'icona pop art Andy Warhol tratta dal documentario 66 Scenes from America (1982). La clip è stata pubblicata sul canale YouTube della cantante il 3 novembre 2018.
Esiste anche un video più breve, caricato un giorno prima di quello integrale, in cui sono presenti altre riprese in primo piano della cantante che esegue il brano, mentre si alternano le altre scene di lei che mangia l'hamburger.

## Tracce
Download digitale
1. McDonald's – 3:18